# 粕尾七不思議
粕尾七不思議（かすおななふしぎ）とは、栃木県鹿沼市（旧粟野町）
粕尾地方に居た名医中野智玄（録事法眼、略して録事尊とも）の雷神治療伝説と関連づけて語られる、鹿沼市中粕尾・上粕尾の思川沿いに伝わる珍しい事柄を集めたもの。『粕尾の民俗』では16個の不思議が紹介されている。
なお、粕尾地域には中野智玄（録事尊）およびその妻と娘とされる仏像を厨子に入れて家々を巡る巡行仏習俗「録事尊の村廻り」（鹿沼市指定無形民俗文化財）が残る。また下粕尾にある常楽寺には中野智玄を祀る「録事堂」（鹿沼市指定有形文化財建造物）および、録事法眼の伝説を記した「録事尊縁起関連資料」（鹿沼市指定有形民俗文化財）が伝わる。

## 代表的な七不思議
- 雷によるケガの被害がない。
- 思川の川筋が変らない。
- 思川の川越えをする地点が変らない。

この3つは、平安時代末期から鎌倉時代の名医中野智玄が治療した雷神からの恩返し伝説の主要部分で理由付けられている。地元の寺院・常楽寺に残る『録事尊縁起』によれば、後鳥羽上皇の病を治して録事法眼の号を受けた中野智玄の所へ、あるとき病に難渋する雷神がやってきて治療をして貰い完治した。そこで御礼に、この地域へ雷害が無い事を約束するとともに、雷神の神力による降雨により、思川の治水工事を完成させ、思川の流れや形が末代まで変らないようにさせたと言う。その為、下・中・上粕尾では、人工的な治水工事が行なわれなかったにもかかわらず、水害が無いと言う。なお、一説には、中粕尾の中で布施谷地区から森地区までの間だけは、前記雷神の事業から除外され、治水の効力は概ね粕尾城跡より上流の地域か、常楽寺のある下粕尾かに分断されているとの『但し書き伝説』もある。
- 川沿草地の雑草の背丈が低く、チチコグサが生えない。

中野智玄と雷神との約束と、同じく雷神の神力により、田畑作の作業を阻害する、雑草の生育が悪く、成長しないようになっているとの言伝えがある。なお、チチコグサがはびこった時、洪水のサインになっているとの話も有る。
- ノミのたかった猫が居ない。

中野智玄はノミのたかった猫に、彼の配合した駆除の薬を浴びせると、それ以後その猫にはノミがたからなくなった。なお中野智玄は雷神を完治させたおり、雷神より『龍起雷論』という医学書を賜ったとされている。この地域には以後も、ノミのたかった猫は居なくなった。彼の治療はその猫の子孫にも効き目があり、ノミのたかった別の地域の猫から、この地域の猫がノミをうつされる事も無かったという事になる。
- ウズラがここでは鳴かない。

中野智玄の飼っていたウズラが、あるとき檻から逃げ出し、近くでウズラの鳴き声がした。「逃げたばかりか馬鹿にして鳴きやがって。」と智玄が怒った所、鳴いていたウズラが鳴くのを止めたという。このウズラばかりだけでなく、その後渡って来たウズラも、この地域では鳴かなくなったと言う。
- クツワムシやスズムシの鳴き声が小さい。

クツワムシやスズムシの鳴き声が大きく、人の話が良く聞き取れないので、中野智玄が「うるさく鳴くな。」と怒った所、これらの虫の鳴声が、他の地域より小さくなったと言う。なお「異変を知らせる為なら、大声で鳴いてもよい。」と言い含めてあるとも言われている。

### 注記
粕尾七不思議は、中野智玄に関連するという特徴がある。また中身が、気象現象や地形の他、ある動物種や植物種全体に関するもので、稀な一匹・一株だけに限られたものではない点に特徴がある。ただしこれらの由来は、科学的な解明をされていない。